# Radcal
Radcal fue un satélite artificial de la USAF lanzado el 25 de junio de 1993 mediante un cohete Scout desde la base de Vandenberg a una órbita polar.
La misión de Radcal fue la de servir de objetivo para estudios sobre calibración de radares.
El satélite se estabilizaba mediante gradiente gravitatorio y tenía una masa de 89,3 kg. El cuerpo principal tenía una altura de 40,6 cm y un diámetro de 76,2 cm, y el mástil para la estabilización medía 6 metros.
Radcal fue el primer satélite en demostrar la determinación de la actitud de una nave utilizando el sistema GPS. El satélite fue seguido por la red TRANET.